# Sleeping Sun
Sleeping Sun – czwarty singel grupy Nightwish.
Sleeping Sun to singel wydany dla niemieckiej firmy Eclipse, który wydano w Niemczech w sierpniu. W ciągu jednego miesiąca zostało tam sprzedanych 15 tys. sztuk.

## Lista utworów
1. "Sleeping Sun"
2. "Walking in the Air"
3. "Swanheart"
4. "Angels Fall First"

Edycja z 2005 roku
1. "Sleeping Sun (2005 Radio Edit)"
2. "Sleeping Sun (2005 Full Version)"
3. "Sleeping Sun (Original Version)"